# Avenue Palmerston 6-14
Les bâtiments situés Avenue Palmerston n°6 à 14 ou Petit Palmerston et Grand Palmerston forment un ensemble architectural situé en Belgique, dans le quartier européen de Bruxelles. Ceux-ci étaient initialement des maisons bourgeoises et des hôtels particuliers dans le style Art nouveau et Éclectique, construits à la fin du XIXᵉ siècle. Ils ont été transformés par l’architecte Henry Brunard en 1960 et en 1971.

## Localisation
Le Petit et Grand Palmerston se trouvent en Belgique, dans la commune de Bruxelles, dans le quartier européen sur l’avenue Palmerston. Cette dernière bordée d’édifices d’importance historique, tels que l’Hôtel van Eetvelde de l’architecte Victor Horta, est située près des principales institutions européennes. Implantés dans un contexte urbain dense et prestigieux, ces bâtiments bénéficient d’un environnement marqué par une architecture du XIXᵉ siècle et du début du XXᵉ siècle.

## Historique

### Avant les grandes transformations
L’avenue Palmerston, située à Bruxelles, a été tracée en 1875 dans le cadre du plan d’aménagement du quartier Nord-Est conçu par l’architecte Gédéon Bordiau. Cette avenue relie les squares Marie-Louise et Ambiorix, offrant un exemple harmonieux de l’urbanisme de la fin du XIXᵉ siècle.
Jusqu’en 1895, la parcelle où se trouvent aujourd’hui les bâtiments était occupée par un vaste parc, au centre duquel se trouvait la maison de Jean Van Hoorde. De ce parc, il ne subsiste aujourd'hui qu’un cèdre du Liban, visible dans le jardin du n°20 de l’avenue.
Entre 1893 et 1906, la parcelle se transforme avec la construction de plusieurs maisons bourgeoises et hôtels particuliers. Parmi les réalisations notables, nous trouvons aux n°2-4-6 l'hôtel Van Eetvelde, conçu par l’architecte Victor Horta en 1895, et au n°14 l'hôtel Defize de l’architecte Léon Govaerts de 1898. Ces bâtiments adoptent des styles architecturaux variés, notamment l’Art nouveau et l’éclectisme, caractéristiques de l’époque.

### Premières transformations en 1960
En 1960, la société immobilière Ferlet charge l’architecte Henry Brunard de transformer les maisons n°6, 8 et 10, conçues par l’architecte Edmond De Vigne construites respectivement en 1900, 1896 et 1895, ainsi que la maison n°12, réalisée par l'architecte Victor Taelemans en 1895. Ces maisons comptaient à l'origine trois étages, certaines surmontées de pignons à créneaux.

L’architecte a rassemblé les quatre maisons pour former un ensemble néo-classique neutre et uniforme, désormais connu sous le nom de Grand Palmerston. Lors de ces transformations, les façades des rez-de-chaussée ainsi que des premiers étages ont été préservées, à l'exception de celle de Taelemans. Certains éléments des maisons d'origine subsistent, notamment les murs mitoyens qui ont été presque entièrement préservés. Cette intervention peut être qualifiée de façadisme partiel. Il a également reproduit le rythme des travées régulières, observé principalement au n°8, sur les étages supérieurs et sur le n°12. Les châssis des fenêtres gardées ont été simplifiés. Deux étages supplémentaires ont été ajoutés, donnant à l’ensemble une hauteur supérieure à celle des bâtiments voisins, le rendant ainsi plus imposant. Il semblerait que l'on puisse encore voir la trace du pignon d’origine sur la façade actuelle du bâtiment. 

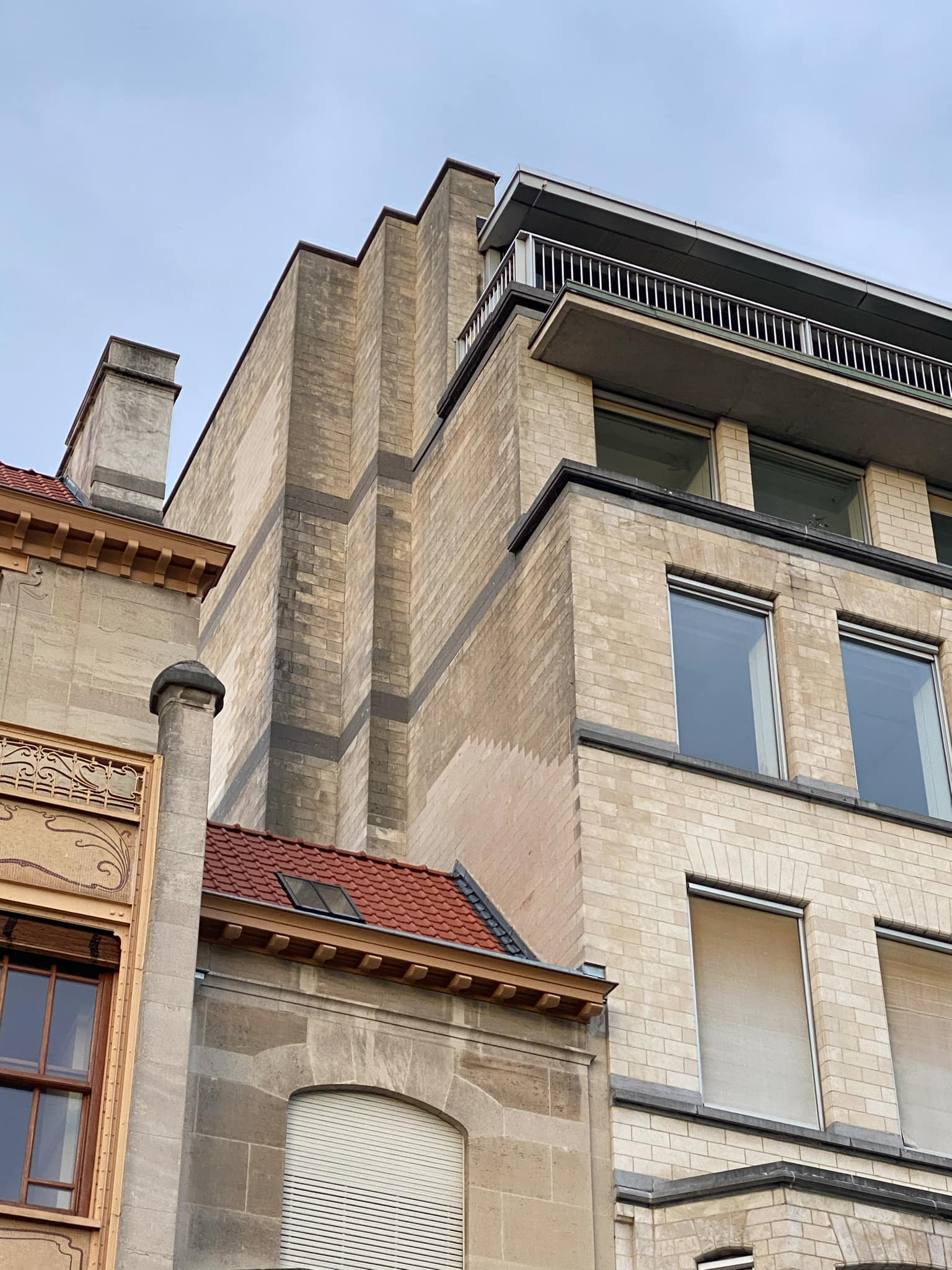
Trace du pignon d’origine sur la façade à côté de l’hôtel Van Eetvelde

### Deuxièmes transformations en 1971
En 1971, toujours pour la société Ferlet, Henry Brunard annexe l’hôtel Defize, le n°14 au Grand Palmerston. Bien que celui-ci subit d'importantes transformations tant intérieures qu'extérieures, notamment la surélévation d’un étage, certaines traces de la maison d’origine subsistent tels que des morceaux des murs ou les fenêtres en arc outrepassé avec leur allège sculptée au rez-de-chaussée. L'hôtel Defize, désormais nommé le Petit Palmerston, est relié au Grand Palmerston par une terrasse et une nouvelle toiture commune.

### Changements récents et futurs
En 2001, des travaux additionnels sont réalisés, incluant l’ajout de cloisons, de sanitaires et d’un escalier extérieur.
En 2024, la société immobilière Withewood lance un appel à projets pour reconvertir l’ensemble en logements. Le projet retenu, conçu par les bureaux Manger.Nielsen et La Soda, prévoit des travaux après l’expiration du bail actuel occupé par une résidence d’artistes.

## Architecture

### Composition de l'édifice
L'ensemble Palmerston, conçu initialement comme une série de maisons bourgeoises de style éclectique et art nouveau, a été remanié dans les années 1960 et 1970 pour former un ensemble uniforme dans un style néo-classique sobre.
La volumétrie du bâtiment se distingue par ses lignes verticales accentuées et sa hauteur, renforcées par l’ajout d'étages lors des travaux de transformation. Le rez-de-chaussée, revêtu de pierre bleue et agrémenté d’un portique en acier, introduit une touche contemporaine tout en respectant les proportions d’origine.
Les façades partiellement conservées gardent un rythme marqué par des travées régulières et des châssis en aluminium, probablement issus de la fabrication belge Chamebel, connus pour leurs stores intégrés, typiques de cette période.

### Construction, matériaux, structure
Le bâtiment combine des éléments d’origine en maçonnerie avec des ajouts structurels en béton réalisés lors des transformations de 1960 et 1971 par l'architecte Henry Brunard. Le parement en pierre blanche Brétigny et Magny recouvre la structure pour créer une unité visuelle. Le rez-de-chaussée est composé de pierre bleue et d’un portique en acier qui vient s’ajouter à la façade pour apporter une touche contemporaine. Les châssis des fenêtres sont en aluminium équipés de stores intégrés, caractéristiques de l’époque.

## Statut patrimonial
Cet édifice s’inscrit dans un contexte architectural notable. L’avenue Palmerston, conçue à la fin du XIXᵉ siècle par Gédéon Bordiau, constitue une partie importante du quartier européen de Bruxelles. Ce secteur est caractérisé par une architecture prestigieuse, mêlant styles éclectiques et art nouveau, et abrite plusieurs bâtiments classés ou protégés.
La parcelle du bâtiment fait partie de la zone de protection de l’hôtel Van Eetvelde, inscrit sur la liste du Patrimoine mondial de l’UNESCO,. De plus, la façade avant du bâtiment est incluse dans la zone de protection de l’avenue Palmerston, qui, avec les squares Marie-Louise, Ambiorix et Marguerite, est classée comme site depuis 1994,. La façade arrière, située rue des Éburons, se trouve également dans une zone de protection liée à une maison art nouveau au n°52 de la rue. Cependant, malgré son emplacement privilégié au sein de ces zones protégées, le bâtiment en lui-même "ne présente pas d’intérêt patrimonial particulier", comme indiqué dans l’appel d’offres du BMA (Bouwmeester Maître Architecte).

## Valeurs patrimoniales
Raisons justifiant la sélection en tant que bâtiment de valeur remarquable et universelle

### Appréciations techniques
Le Palmerston illustre une transformation architecturale significative d’une période où de nombreuses maisons bourgeoises furent réaménagées pour répondre à des usages modernes, notamment en tant qu’espaces de bureaux. Ce processus d'adaptation a été réalisé tout en conservant certains éléments caractéristiques du patrimoine d’origine, témoignant d’une tentative d’équilibre entre préservation de l’ancien et modernisation.
Sur le plan technique, ce bâtiment incarne une maîtrise de l’intégration entre la maçonnerie traditionnelle d’origine et la nouvelle structure en béton. L’ajout de nouveaux étages et les interventions sur les façades montrent la tentative de modernisation en respectant partiellement l’héritage architectural d’origine. Ce bâtiment et ses transformations constituent donc une trace importante de l’histoire architecturale bruxelloise qui témoignent de l’évolution des techniques de construction et des choix de matériaux dans un contexte d’après-guerre où la conservation et l’innovation coexistaient.

### Appréciations sociales
Le Palmerston a évolué pour devenir des espaces de bureaux, démontrant ainsi l'adaptation des fonctions architecturales aux besoins sociaux-économiques de l’époque. Il est témoin de l'évolution des pratiques urbaines à Bruxelles, où des bâtiments résidentiels ont été transformés en espaces de bureaux pour répondre à la demande croissante des entreprises dans cette zone stratégique, le quartier européen. Ce rôle de témoin est renforcé par la conservation partielle de son architecture d'origine, mêlée à des adaptations modernes qui reflètent l'équilibre entre la préservation du patrimoine et l’adaptation aux besoins de l’époque.

### Appréciations artistiques et esthétiques
L’ensemble conçu par Henry Brunard exprime une volonté d’uniformisation visuelle tout en préservant des traces significatives des constructions d’origine, comme des parties des façades d’origine ou certains ornements d’origine. Les proportions équilibrées, les matériaux tels que la pierre bleue et les pierres blanches, ainsi que la sobriété des lignes, confèrent à l’ensemble une élégance intemporelle. Cette construction n’est pas la seule à dépasser la hauteur des bâtiments voisins, un peu plus loin nous pouvons observer un édifice similaire de six étages. Ce bâtiment s’inscrit donc dans le quartier et contribue à son identité visuelle et les choix de l’architecte illustrent ainsi une volonté de dialogue entre héritage culturel et innovation.

### Statut canonique
Localement, le bâtiment reflète une transformation typique des maisons bourgeoises bruxelloises en bureaux durant le XXe siècle, illustrant l'évolution du quartier et de son intégration dans le tissu urbain lié au quartier européen. Nationalement, il incarne un exemple représentatif de l’architecture néo-classique modernisée.
Sur le plan international, cet édifice s’inscrit dans une période où la modernisation des quartiers résidentiels dans les grandes villes européennes répondait à des besoins fonctionnels croissants, tout en valorisant des éléments patrimoniaux. La transformation de celui-ci, avec son utilisation de matériaux comme la pierre blanche et son intégration subtile dans un contexte urbain dense, en fait un exemple d’adaptation architecturale pouvant influencer d’autres projets dans un cadre similaire. Ce dernier peut être repris comme exemple à reproduire ou comme brouillon regroupant des erreurs à ne pas commettre.

### Valeurs historiques et de référence
Le Palmerston témoigne de l’évolution architecturale des maisons bourgeoises bruxelloises du XIXe siècle, initialement conçues dans un style éclectique ou art nouveau et modernisées au cours du XXe siècle. L’intervention de l’architecte Brunard, entre 1960 et 1971, illustre une maîtrise de la transformation des bâtiments existants pour répondre à de nouveaux besoins fonctionnels, tout en conservant des éléments importants du passé. Le bâtiment s’inscrit également dans une continuité locale, partageant des caractéristiques avec d'autres projets de transformations de maisons bruxelloises dans la même période.
À l’échelle nationale, ce projet reflète une tendance marquée par des transformations qui intègrent harmonieusement le passé et la modernité, typique de l'urbanisme belge de l'après-guerre. Sur le plan international, il apporte une tentative de réponse aux préoccupations fonctionnelles que l’on retrouve dans d’autres grandes villes.